# 대원국제중학교
대원국제중학교(大元國際中學校)은 대한민국 서울특별시 광진구 중곡동에 위치한 사립 중학교로, 1978년에 개교하였다.

## 참고 자료
- 대원국제중학교 - 한국교육학술정보원 학교알리미